# Emilio Cornalia

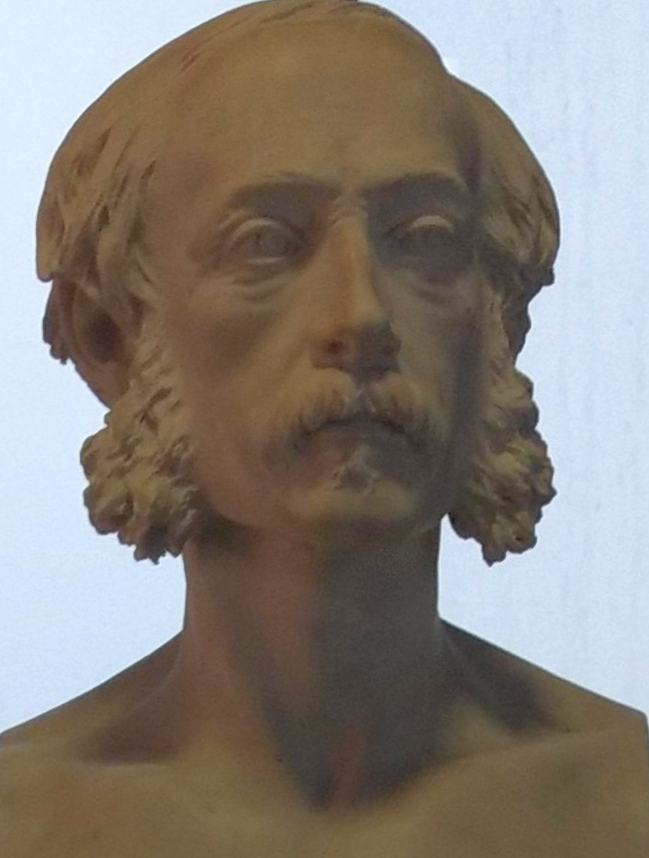
Büste von Emilio Cornalia im Naturkundemuseum Mailand

Emilio Cornalia  (* 21. Juli 1824 in Mailand; † 8. Juni 1882 ebenda) war ein italienischer Zoologe und Paläontologe.

## Leben
Cornalia studierte zunächst Jura und dann Medizin in Pavia, wandte sich dort aber mehr den Naturwissenschaften und speziell der Geologie zu (seine Laurea-Dissertation von 1848 war formal in Medizin, das Thema war aber Geologie). 1849 habilitierte er sich.
Cornalia lehrte ab 1856 Zoologie am Technikum Santa Marta (später Cattaneo) in Mailand und ab 1863 an der Landwirtschaftshochschule. Von 1866 bis 1882 war er Direktor des Museo Civico di Storia Naturale di Milano, nachdem er dort schon ab 1851 stellvertretender Direktor war. Sein Nachfolger wurde Antonio Stoppani. Er spielte eine wichtige Rolle bei der Gründung des Polytechnikums Mailand, an dem er Zoologie lehrte.
Cornalia befasste sich unter anderem mit der Anatomie von Insekten,  war einer der Gründer der Società Entomologica Italiana und veröffentlichte eine Monographie über den Seidenspinner (einschließlich Krankheiten, was zu einem Austausch mit Louis Pasteur führte). Er wurde auch bei anderen Pflanzenkrankheiten wie bei der Reblaus zu Rate gezogen. Von ihm stammen auch populärwissenschaftliche Werke.
Von ihm stammt die erste Publikation über die Fossilien vom Monte San Giorgio (in der Beschreibung des marinen Reptils Pachypleuria edwardsii 1854, heute Neusticosaurus edwardsii) und er war der Erste, der sie korrekt im Trias einordnete statt im Jura. 1878 unternahm er dort auch größere Ausgrabungen. Er reiste viel in Europa und 1873/74 nach Ägypten und den Nahen Osten.
Er war lange Präsident der Società Italiana di Scienze Naturali. Von 1875 bis 1877 und 1879 bis 1881 war er Präsident des Istituto Lombardo. 1875 wurde er Mitglied der Accademia dei Lincei. Im Jahr 1858 wurde er zum Mitglied der Leopoldina gewählt. 1869 wurde er korrespondierendes Mitglied der Académie des sciences.

## Schriften
- Monografia del bombice del gelso, Mailand 1856
- Il regno animale elementarmente esposto, Mailand 1854
- Il regno minerale elementarmente esposto, Mailand 1854
- La natura rappresentata e descritta, Mailand 1864